# Prosevania variistilus
Prosevania variistilus är en stekelart som beskrevs av Jean-Jacques Kieffer 1916. Prosevania variistilus ingår i släktet Prosevania och familjen hungersteklar. Inga underarter finns listade i Catalogue of Life.